# Zečarka
Zečarka ili maitake (Grifola frondosa) je gljiva žbunastog oblika iz reda rupičavki (Polyporales), porodice Meripilaceae, koja raste iz podzemne gomoljaste strukture (sklerotium), slične krompiru, od ljeta do jeseni, na podnožju listopadnog drveća, najčešće hrasta. Gljiva je jestiva, tržišna i ljekovita. U Azijskim i Američkim marketima je poznata po japanskom nazivu "maitake", u engleskom govornom području je zovu "Hen of the Woods", "ram's head" i "sheep's head". Kinezi je zovu "Hui Šu Hua". Amerikanci italijanskog porijeklala je zovu "signorina mushroom".
Ostali nazivi koji se koriste na našem području su zec gljiva, sivi žbun, jelenovo uvo.

## Taksonomija
Škotski mikolog Džems Dikson (James Dickson), opisao je ovu rupičavku 1785, uspostavljajući njen basionim, dajuću mu naučno ime Boletus frondosus. Samjuel Frederik Grej (Samuel Frederick Gray), 1821. godine prebacuje ovu vrstu u rod Grifola, i daje joj trenutno prihvaćeno naučno ime Grifola frondosa. Obzirom na veliku važnost ove gljive u ishrani i lečenju, mnogi naučni autoriteti su se bavili izučavanjem popularne "maitake", pa su se vremenom pojavila mnoga naučna imena, i sinonimi.

## Opis gljive
- Plodno telo: iz debelomesnate osnove granaju se mnogobrojni izdanci, koji na vrhu imaju oblik kašike ili lopate. Odozgo su sivo-smeđi, somotasti, sa tamnijim uzdužnim vlaknima, odozdo su beli ili krem-beli.
- Cevčice: vrlo kratke, bele, spuštaju se niz dršku. Pore su sitne i okruglaste, kod starijih su šire.
- Drška(e): izrastaju iz zajedničke debele i mesnate isnove, ekscentrično su postavljene u odnosu na šeširiće, nepravilne, bele, vlaknaste.
- Meso: vlaknasto, belo, nepromenjljivo, mirisa koji podseća na kvasac, prijatnog ukusa.
- Stanište: raste leti i u jesen na panjevima hrasta, korenju, ili prividno na tlu.
- Upotreba: jestiva dok je mlada, izdašna.
- Zamena: moguća sa orijaškim žbunom (Meripilus giganteus), kojemu su lepeze veće, meso na vazduhu crveni, kasnije crni.[6]

## Galerija slika
- pogled odozgo
- pogled na plodište
- pogled na plodište
- pore uvećano

## Literatura
- Bernicchia Annarosa: Polyporaceae, Fungi Europaei-Edizioni Candusso 2005
- BREITENBACH J. & KRANZLIN F. - FUNGI OF SWITZERLAND VOL. 2, 1986
- Courtecuisse R. & Duhem B.: Mushrooms & Toadstools of Britain and Europe, Harper Collins Publishers, London 1995.
- Božac Romano: 600 GLJIVA NAŠIH KRAJEVA, Mladost Zagreb 1984
- Šilić Čedomil: Atlas drveća i grmlja, Svjetlost, Sarajevo 1984
- Ćeto Bruno: Funghi dal vero vol.1-7, Trento 1992
- Radić Siniša & Jevremović Milorad: Samonikle gljive-Pronalaženje i prepoznavanje, VOJNOIZDAVAČKI ZAVOD & IK "ZNAMENJE", Beograd 2002
- Uzelac Branislav: Gljive Srbije i Zapadnog Balkana, BGV LOGIK 2009
- Pace Giuseppe:Atlas gljiva, Prosvjeta, Zagreb 1977
- Phillips Roger: Mushrooms and other fungi of Great Britain and Europe, Pan books-London 1981